# فيراري 250 جي تي أو
فيراري 250 جي تي أو (بالإيطالية: Ferrari 250 GTO)‏ ، هي سيارة رياضية أنتجها شركة فيراري الإيطالية. ظهرت السيارة للمرة الأولى عام 1962 وتوقف إصدارها عام 1964.